# フォルミオン (将軍)
フォルミオン（希：Φορμίων、ラテン文字転記：Phormion、紀元前5世紀、生没年不明）はペロポネソス戦争初期に活躍したアテナイの将軍・提督である。

## 初期のキャリア
フォルミオンはアソピオスの子であり、同名の息子がいる。フォルミオンが最初に歴史の表舞台に現れるのはサモス戦争時の紀元前440年であり、彼はペリクレスやハグノンらと共に40隻の艦隊を率いる指揮官の一人として、サモス島に送られた。
ペロポネソス戦争が始まると、紀元前432年にフォルミオンは1600人の重装歩兵と共にアテナイに反旗を翻したポティダイアの封鎖を助けるために送られた。彼はアテナイ軍がまだ封鎖していなかった南側を封鎖し、そのための築城を終えるとカルキディケとボッティケを荒らしまわり、いくつかの都市を占領した。
翌紀元前431年にオドリュサイの王シタルケスの仲裁でアテナイと反アテナイ陣営に与していたマケドニア王国が和解して同盟すると、フォルミオンはマケドニア王ペルディッカス2世と共にカルキディケ人と戦った。
その後、アルゴス（ペロポネソス半島ではなくアンブラキア湾岸）をアンブラキアの人々によって追われ、アカルナニアに身を寄せたアンピロキアの人々の要請を受けたアテナイはフォルミオンを30隻の艦隊と共に同地に派遣した。フォルミオンはアルゴスを回復してやり、アテナイとアカルナニアは同盟を結んだ（紀元前430年夏）。

## 提督として
同年の冬にフォルミオンは20隻の艦隊と共にペロポネソス同盟の艦船のコリントス湾の出入りを封鎖する任を受け、ナウパクトスに基地を置いた。一方、翌紀元前429年の夏、ペロポネソス同盟側はアテナイの同盟国であるザキュントスやケファレニアをアテナイから切り離し、またケルキュラとの間に楔を打ち込もうとして、アテナイとそれらの同盟国との間に横たわるアカルナニアの地を勢力下に置くために軍を送った。フォルミオンはアカルナニア人からスパルタのこの計画を知らされたが、ナウパクトスを無防備にするのを恐れた彼は援軍を送らず、待機し続けた。
陸軍と連動したペロポネソス艦隊47隻が夜間にコリントス湾から外洋へ出てアカルナニアに向おうと航行し始めると、フォルミオンは20隻の艦隊を率いてそれに挑んだ。円陣を組んだ敵の周りをアテナイ艦隊は回り、フォルミオンは明け方に吹く風を待った。風が吹くと密集したペロポネソス艦隊は風に煽られて身動きがとれずに隊列を崩したり、互いに衝突し始めた。そこでフォルミオンは全船に総攻撃を命じ、1隻を沈め、12隻を拿捕し、勝利を得た（リオンの海戦）。
ペロポネソス側は77隻の艦隊を集めてフォルミオンに再び挑んできた。一時は危うい時があったものの、彼は再び、今度は四倍ほどの敵に対して勝利を得た（ナウパクトスの海戦）。この驚くべき勝利によってアテナイ側はナウパクトスとコリントス湾の制海権を守り、同時にアテナイとその北西の同盟国との間に楔を打ち込むというスパルタの試みは最終的な失敗に終わった。
同年の冬にフォルミオンは自らと共に二度の海戦を戦った艦隊と共にアカルナニアのアスタコスに派遣されてアカルナニアから反アテナイの危険人物を追放した。この任を果たすと彼はナウパクトスへと戻り、そして紀元前428年の春にアテナイに帰港した。これ以降フォルミオンは歴史の表舞台には立っていない。